# Cabeza de Djedefra en cuarcita

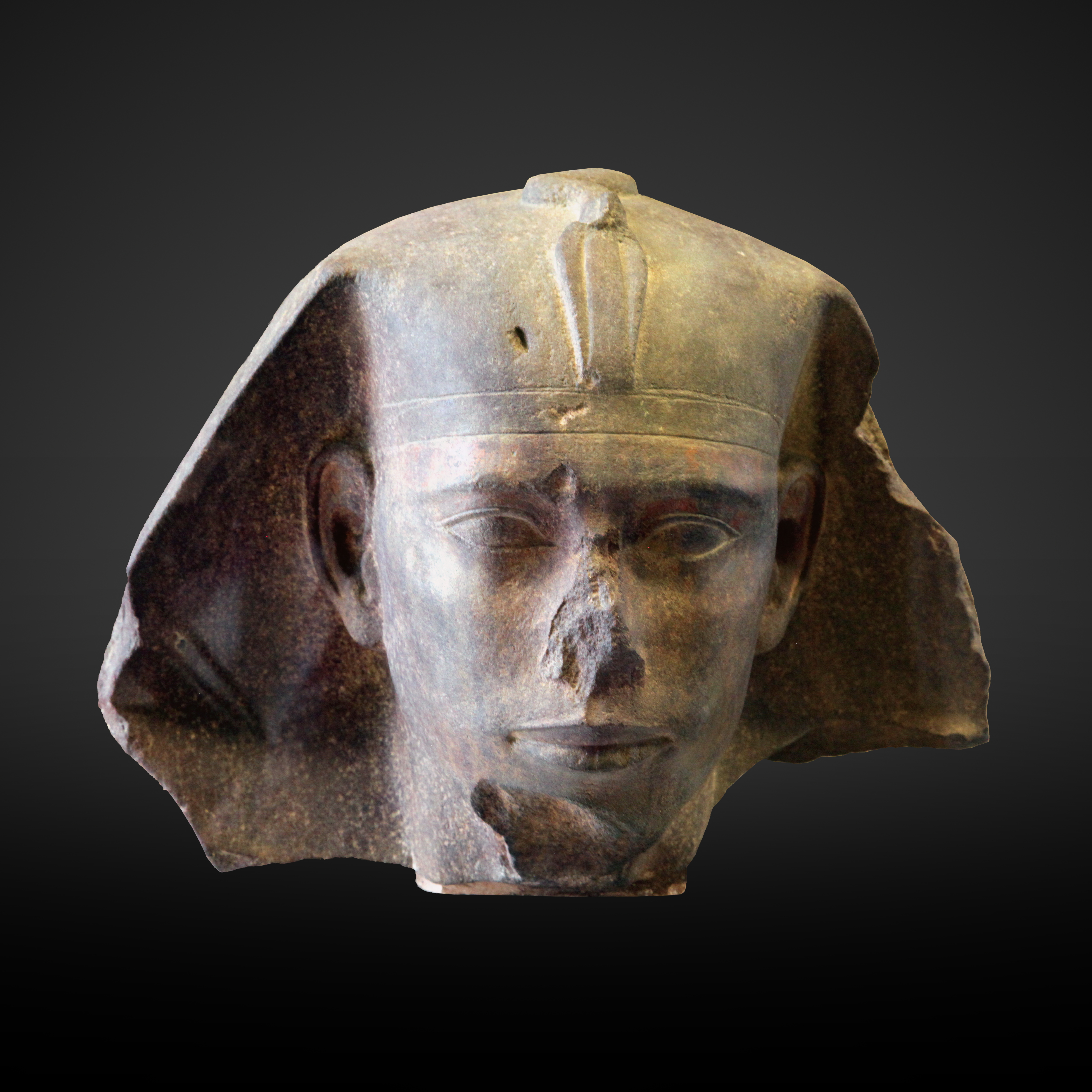
Cabeza de Djedefra en cuarcita.

La cabeza de Dyedefra en cuarcita es el fragmento de una antigua estatua egipcia del faraón Dyedefra (2566-2558 a. C. aproximadamente) de la IV dinastía, sucesor de Keops y predecesor de Kefrén. A juzgar por el perfil de la cabeza, la estatua completa tenía que ser una esfinge. Se conserva en el Museo del Louvre en París. 

## Descripción
Dyedefra tuvo un reinado poco conocido; no construyó su pirámide en Guiza, cerca de la de Keops, sino a algunos kilómetros al norte, en Abu Roash. Cuando esta cabeza fue descubierta por el Instituto francés de arqueología oriental, a principios del siglo XX, yacía en medio de innumerables restos de esculturas del soberano y de su esposa Hetepheres, entre las ruinas de su templo funerario contiguo a la pirámide.
Es muy probable que no se trate de un retrato simple del soberano. La cabeza de Dyedefra lleva un pañuelo que, en la parte posterior del cuello, sugiere que tenía que juntarse a la posterior de un león acostado: por tanto, completa la estatua era una esfinge. Esta esfinge, atribuible al reinado de Dyedefra, sería pues la más antigua conservada de la historia del antiguo Egipto junto con la encontrada completa que representa a su esposa: la Gran Esfinge de Guiza se talló durante el reinado de Kefrén, el hermano y sucesor de Dyedefra.